# Slovenië op het Eurovisiesongfestival
Slovenië doet als onafhankelijk land sinds 1993 mee aan het Eurovisiesongfestival. In totaal heeft het land nu 30 keer aan het liedjesfestijn deelgenomen.

## Geschiedenis

### Debuut
Slovenië begon zijn loopbaan op het Eurovisiesongfestival in feite al als onderdeel van de republiek Joegoslavië, dat tussen 1961 en 1992 28 keer aan het songfestival deelnam. Veel inzendingen van Joegoslavië eindigden in de loop der jaren in de middenmoot, maar enkele keren was er een positieve uitschieter. Zo werd er bijvoorbeeld driemaal een vierde plek in de wacht gesleept en in 1989 wist Joegoslavië het songfestival zelfs te winnen, met het nummer Rock me van de band Riva.
(Zie ook: Joegoslavië op het Eurovisiesongfestival.)
Na het uiteenvallen van Joegoslavië in 1992 wilden de verschillende voormalige deelstaten ook op het Eurovisiesongfestival onafhankelijk van elkaar verder. Omdat er echter maar een beperkt aantal landen aan het songfestival konden meedoen, werd er in 1993 een voorronde georganiseerd, Kvalifikacija za Millstreet, waar behalve Slovenië nog zes andere landen aan meededen. Slovenië had als voordeel dat deze voorronde in de eigen hoofdstad Ljubljana werd gehouden, en op eigen bodem eindigden de Slovenen ook als eerste. Hierdoor mocht het land meteen zijn songfestivaldebuut maken, samen met Kroatië en Bosnië en Herzegovina.
De eerste Sloveense inzending, het lied Tih deževen dan van 1X Band, werd echter niet het succes waar op gehoopt was: het nummer kwam niet verder dan de 22e plaats. Hierdoor moest Slovenië, conform de destijds geldende regels, in 1994 meteen al een jaartje overslaan, iets dat het land vanwege matige resultaten nogmaals zou overkomen in 2000.

### De balans

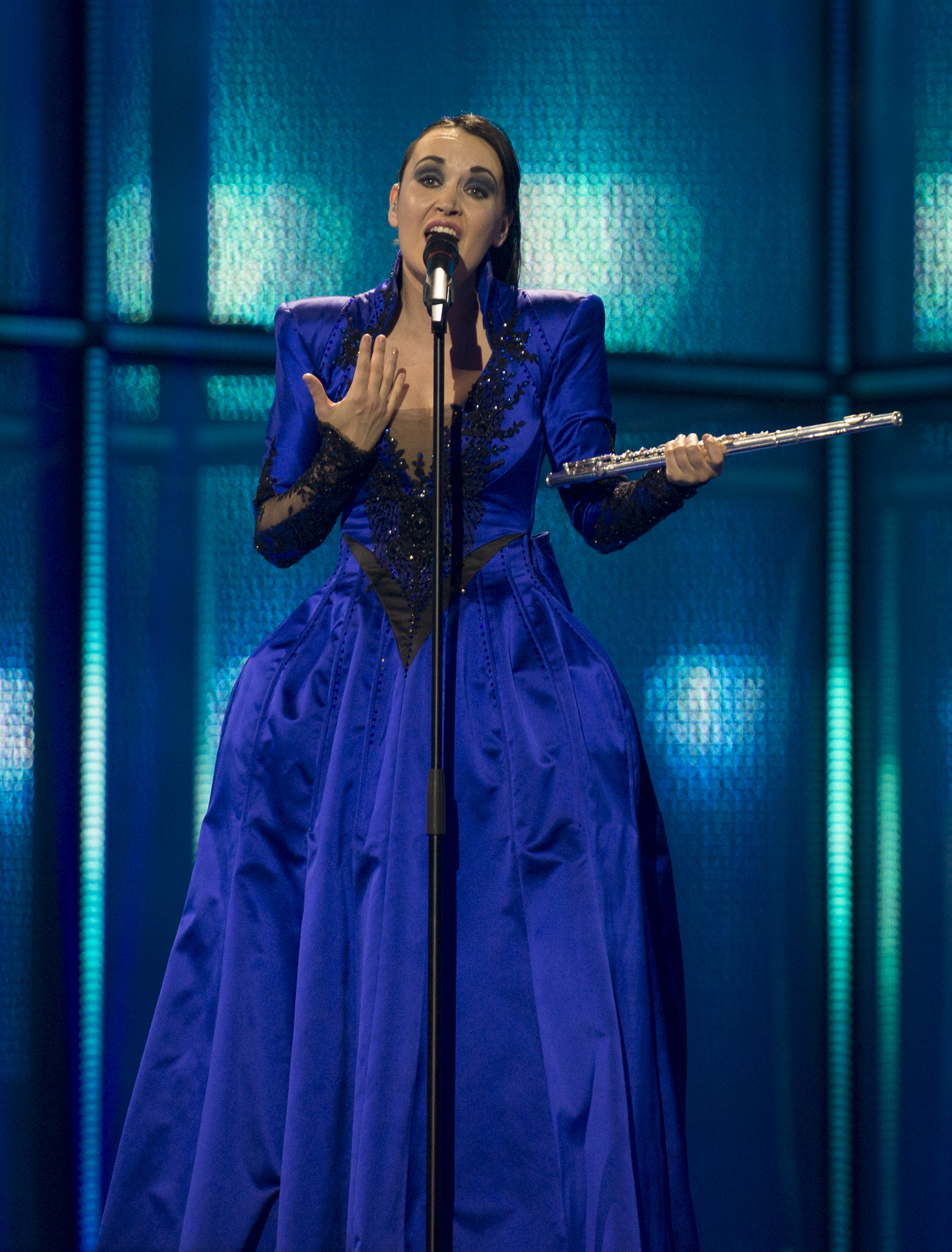
Tinkara Kovač vertegenwoordigde Slovenië in 2014 met Round and round

Slovenië is nooit bijzonder succesvol geweest op het Eurovisiesongfestival. Het land heeft slechts twee hoogtepuntjes gekend: het werd zevende in 1995 en nogmaals zevende in 2001. Alle andere Sloveense inzendingen kwamen niet verder dan de middenmoot of een plaats helemaal achteraan. Sinds in 2004 de halve finale op het songfestival werd ingevoerd, is Slovenië zelfs uitgegroeid tot een van de minst succesvolle songfestivallanden. In twintig pogingen lukte het de Slovenen acht keer om zich vanuit de halve finale te kwalificeren voor de finale. Dat gebeurde eerst in 2007, met het lied Cvet z juga van Alenka Gotar. Dat eindigde in de finale als 15de. Vier jaar hierna, in 2011, kon Maja Keuc zich vervolgens plaatsen met No one. Zij werd 13de in de finale met 96 punten, de hoogste score die Slovenië ooit heeft behaald sinds het debuut in 1993. In 2012 en 2013 geraakte Slovenië wederom niet verder dan de halve finale; in 2013 eindigde het land zelfs op de allerlaatste plaats. Door deze teleurstellingen was er even sprake van dat de Slovenen het Eurovisiesongfestival voortaan vaarwel wilden zeggen, maar ook bij het Eurovisiesongfestival 2014 was het land gewoon van de partij. Tinkara Kovač loodste Slovenië naar de finale, maar kwam er niet verder dan de voorlaatste plaats. In 2015 deed Maraaya het met Here for you beter met de 14de plaats. In 2016 haalde ManuElla voor Slovenië de finale niet. Een jaar later werd Slovenië voor de tweede keer vertegenwoordigd door Omar Naber, die in 2005 al eens meegedaan had. Net als toen werd het festival gehouden in Kiev en wederom wist Naber de finale niet te bereiken.
Met liedjes in de eigen landstaal slaagden de Slovenen erin om in 2018 en 2019 wel weer de finale te behalen. In 2018 eindigde Lea Sirk met Hvala, ne! in de onderste regionen, op de 22ste plaats. Zala Kralj & Gašper Šantl werden 15de in 2019 met het nummer Sebi.
Ana Soklič won in 2020 de nationale finale. Het Eurovisiesongfestival 2020 werd evenwel afgelast vanwege de COVID-19-pandemie. Hierop werd ze door de Sloveense openbare omroep intern geselecteerd voor deelname aan het Eurovisiesongfestival 2021. Hier haalde de ze finale niet. LPS eindigde in 2022 als laatste in diens halve finale; de tweede Sloveense rode lantaarn uit de geschiedenis van het festival.
In 2023 werd de Sloveense act voor het songfestival intern geselecteerd. De band Joker Out kreeg de eer om hun land te vertegenwoordigen. Joker Out kwalificeerde zich voor de finale met hun nummer Carpe Diem, in de finale eindigde ze op de 21ste plaats. In 2024 werd de Sloveense act wederom intern geselecteerd. Zangeres Raiven trad voor Slovenië aan met het nummer Veronika. Ook Raiven wist de finale te halen maar behaalde hier een teleurstellende 23ste plaats van de 25 finalisten.

## Sloveense deelnames
| Jaar | Artiest                     | Titel                         | Fin. | Ptn. | Semi | Ptn. | Taal               |
| ---- | --------------------------- | ----------------------------- | ---- | ---- | ---- | ---- | ------------------ |
| 1993 | 1X Band                     | Tih deževen dan               | 22   | 9    |      |      | Sloveens           |
| 1995 | Darja Švajger               | Prisluhni mi                  | 7    | 84   |      |      | Sloveens           |
| 1996 | Regina                      | Dan najlepših sanj            | 21   | 16   |      |      | Sloveens           |
| 1997 | Tanja Ribič                 | Zbudi se                      | 10   | 60   |      |      | Sloveens           |
| 1998 | Vili Resnik                 | Naj bogovi slišijo            | 18   | 17   |      |      | Sloveens           |
| 1999 | Darja Švajger               | For a thousand years          | 11   | 50   |      |      | Engels             |
| 2001 | Nuša Derenda                | Energy                        | 7    | 70   |      |      | Engels             |
| 2002 | Sestre                      | Samo ljubezen                 | 13   | 33   |      |      | Sloveens           |
| 2003 | Karmen Stavec               | Nanana                        | 23   | 7    |      |      | Engels             |
| 2004 | Platin                      | Stay forever                  | X    | X    | 21   | 5    | Engels             |
| 2005 | Omar Naber                  | Stop                          | X    | X    | 12   | 69   | Sloveens           |
| 2006 | Anžej Dežan                 | Mr. nobody                    | X    | X    | 16   | 49   | Engels             |
| 2007 | Alenka Gotar                | Cvet z juga                   | 15   | 66   | 7    | 140  | Sloveens           |
| 2008 | Rebeka Dremelj              | Vrag naj vzame                | X    | X    | 11   | 36   | Sloveens           |
| 2009 | Quartissimo feat. Martina   | Love symphony                 | X    | X    | 16   | 14   | Engels             |
| 2010 | Ansambel Žlindre & Kalamari | Narodnozabavni rock           | X    | X    | 16   | 6    | Sloveens           |
| 2011 | Maja Keuc                   | No one                        | 13   | 96   | 3    | 112  | Engels             |
| 2012 | Eva Boto                    | Verjamem                      | X    | X    | 17   | 31   | Sloveens           |
| 2013 | Hannah Mancini              | Straight into love            | X    | X    | 16   | 8    | Engels             |
| 2014 | Tinkara Kovač               | Round and round               | 25   | 9    | 10   | 52   | Engels en Sloveens |
| 2015 | Maraaya                     | Here for you                  | 14   | 39   | 5    | 92   | Engels             |
| 2016 | ManuElla                    | Blue and red                  | X    | X    | 14   | 57   | Engels             |
| 2017 | Omar Naber                  | On my way                     | X    | X    | 17   | 36   | Engels             |
| 2018 | Lea Sirk                    | Hvala, ne!                    | 22   | 64   | 8    | 132  | Sloveens           |
| 2019 | Zala Kralj & Gašper Šantl   | Sebi                          | 15   | 105  | 6    | 167  | Sloveens           |
| 2021 | Ana Soklič                  | Amen                          | X    | X    | 13   | 44   | Engels             |
| 2022 | LPS                         | Disko                         | X    | X    | 17   | 15   | Sloveens           |
| 2023 | Joker Out                   | Carpe diem                    | 21   | 78   | 5    | 103  | Sloveens           |
| 2024 | Raiven                      | Veronika                      | 23   | 27   | 9    | 51   | Sloveens           |
| 2025 | Klemen                      | How much time do we have left | X    | X    | 13   | 23   | Engels             |

## Punten
Periode 1993-2025. Punten uit halve finales zijn in deze tabellen niet meegerekend.
| Plaats | Land                  | Punten |
| ------ | --------------------- | ------ |
| 1      | Italië                | 163    |
| 2      | Kroatië               | 155    |
| 3      | Zweden                | 148    |
| 4      | Servië                | 144    |
| 5      | Bosnië en Herzegovina | 100    |

| Plaats | Land                  | Punten |
| ------ | --------------------- | ------ |
| 1      | Kroatië               | 118    |
| 2      | Bosnië en Herzegovina | 61     |
| 3      | Servië                | 60     |
| 4      | Rusland               | 35     |
| 5      | Noord-Macedonië       | 33     |

### Twaalf punten gegeven aan Slovenië
| Aantal | Land                  | Wanneer              |
| ------ | --------------------- | -------------------- |
| 3      | Kroatië               | 1999, 2011, 2023 (t) |
| 1      | Bosnië en Herzegovina | 2011                 |
| 1      | Ierland               | 1999                 |
| 1      | Servië                | 2023 (j)             |

(j) = vakjury; (t) = televoting

### Twaalf punten gegeven door Slovenië
(Vetgedrukte landen waren ook de winnaar van dat jaar.)
| Jaar | Land          | Jaar | Land                  | Jaar | Land                    | Jaar | Land                             |
| ---- | ------------- | ---- | --------------------- | ---- | ----------------------- | ---- | -------------------------------- |
| 1993 | Ierland       | 2001 | Estland               | 2009 | Noorwegen               | 2017 | Portugal (j) Kroatië (t)         |
| 1994 | Geen deelname | 2002 | Kroatië               | 2010 | Denemarken              | 2018 | Zweden (j) Servië (t)            |
| 1995 | Kroatië       | 2003 | Rusland               | 2011 | Bosnië en Herzegovina   | 2019 | Tsjechië (j) Noord-Macedonië (t) |
| 1996 | Ierland       | 2004 | Servië en Montenegro  | 2012 | Servië                  | 2021 | Italië (j) Servië (t)            |
| 1997 | Rusland       | 2005 | Kroatië               | 2013 | Denemarken              | 2022 | Italië (j) Servië (t)            |
| 1998 | Kroatië       | 2006 | Bosnië en Herzegovina | 2014 | Oostenrijk              | 2023 | Italië (j) Kroatië (t)           |
| 1999 | Kroatië       | 2007 | Servië                | 2015 | Zweden                  | 2024 | Frankrijk (j) Kroatië (t)        |
| 2000 | Geen deelname | 2008 | Servië                | 2016 | Oekraïne (j) Servië (t) | 2025 | Italië (j+t)                     |

(j) = vakjury; (t) = televoting
1993 · 1994 · 1995 · 1996 · 1997 · 1998 · 1999 · 2000 · 2001 · 2002 · 2003 · 2004 · 2005 · 2006 · 2007 · 2008 · 2009 · 2010 · 2011 · 2012 · 2013 · 2014 · 2015 · 2016 · 2017 · 2018 · 2019 · 2020 · 2021 · 2022 · 2023 · 2024 · 2025